# Crossing the Red Sea with The Adverts
Crossing the Red Sea with The Adverts („Durchquerung des Roten Meeres mit den Adverts“) ist das Debütalbum der britischen Band The Adverts. Es wurde von John Leckie und den Adverts produziert und am 3. Februar 1978 in Großbritannien von Bright Records veröffentlicht. Das Album erreichte im März 1978 Platz 38 der britischen Charts.
Crossing the Red Sea with the Adverts zählt zu den charakteristischen Musikalben der frühen Punk-Bewegung in England. Es stellt eine Zusammenfassung des Liveprogramms der Band dar und besteht aus elf minimalistischen Musikstücken, von denen vier zuvor als Single erschienen, jedoch für das Album nochmals eingespielt und neu produziert wurden. Autor der Lieder ist T. V. Smith, Sänger und Frontmann der Band. In den Texten thematisiert er die gesellschaftliche Situation der heranwachsenden Generation Ende der 1970er Jahre in Großbritannien.

## Name und Cover
Der Titel des Albums und die grafische Gestaltung der Albumhülle beziehen sich auf eine Stelle im Alten Testament. Im 2. Buch Mose, Kapitel 13–15 wird die Durchquerung des Roten Meeres geschildert: Nachdem die Israeliten unter der Leitung Mose ausgezogen waren um das Land, in dem Milch und Honig fließen zu suchen, ermöglichte Gott ihnen die Flucht, indem er das Rote Meer kurzzeitig teilte.
In der Collage auf dem Frontcover, gestaltet von Nicholas de Ville, setzt sich vor buntbedrucktem Hintergrund, ein quadratisches Foto ab, das graue Bürohochhäuser, eine betonierte Straße und nur vereinzelte Büsche zeigt; davor befindet sich ein weißes Schild mit der Aufschrift “Land of milk and honey” (deutsch: „Das Land, in dem Milch und Honig fließen“).

## Entstehung
The Adverts gehörten zur frühen Punkszene des Londoner Roxy Clubs und gaben dort im Januar 1977 ihr erstes Konzert. Durch ihre Debütsingle One Chord Wonders, produziert von Larry Wallis und von Stiff Records verlegt, und eine darauf folgenden Peel-Session wurde die Band schon früh von den Medien wahrgenommen. Sie wurde für zahlreiche Clubkonzerte gebucht. Im Mai war die Gruppe als Vorband von The Damned auf Tour. Im August 1977 erschien die Single Gary Gilmore’s Eyes, B-Seite: Bored Teenagers, von Wallis produziert beim Label Anchor Records. Die Single erreichte im Sommer 1977 Platz 18 der britischen Charts. Im September 1977 waren The Adverts für sechs Konzerte in England Support von Iggy Pop.
Anfang September 1977 äußerte der Frontmann T. V. Smith gegenüber Jane Suck, einer Punkette und freien Mitarbeiterin des britischen Musikmagazins Sounds, dass das Debütalbum von The Adverts im Prinzip fertig sei, da die gesamte Bühnenshow der Band auf der Schallplatte wiedergeben werden solle. Im November 1977 erschien zunächst eine weitere Single Safety in Numbers, produziert von Barry Miles bei Anchor Records.
Die Band zog sich im November 1977 in die Abbey Road Studios in London zurück und spielte 13 Stücke unter der Leitung des Produzenten John Leckie neu ein, darunter die zuvor bereits auf Singles veröffentlichten Lieder One Chord Wonders, Bored Teenagers, Safety in Numbers und Gary Gilmore’s Eyes. Schließlich wurden aus den Aufnahmen elf Musikstücke für das Album Crossing the Red Sea with The Adverts ausgewählt. Ausgeklammert wurde New Day Dawning, das als B-Seite für die Single No Time to Be 21 vorgesehen war, die im Januar 1978, kurz vor dem Album erschien. Der Erfolgstitel Gary Gilmore’s Eyes landete nicht auf dem Album, da er nach Ansicht der Band thematisch für sich alleine stand und nicht in das Konzept des Albums passte. Zudem nahm die Band damals an, jeder, der sich für das Lied interessieren würde, hätte bereits die Single gekauft.
Anchor Records, Label von The Adverts und Verlag von T. V. Smiths Liedern, war eine britische Tochtergesellschaft des amerikanischen Unternehmens ABC Records. ABC distanzierte sich Ende 1977 von der Punkmusik und verweigerte Anchor Records die finanzielle Unterstützung, worauf Anchor Records geschlossen wurde. Der Verleger gründete jedoch eigens das Label Bright Records, um das erste Album der Adverts herausgeben zu können.

## Veröffentlichungen

Von der Erstauflage 1978
Crossing the Red Sea with The Adverts wurden 500 Stück auf rotes Vinyl gepresst.

Crossing the Red Sea with The Adverts wurde am 3. Februar 1978 als Langspielplatte und als Compact Cassette veröffentlicht; daneben gab es 500 nummerierte Promotionkopien in rotem Vinyl.
Sämtlichen späteren Veröffentlichungen von Crossing the Red Sea with The Adverts, die alle nach Auflösung der Band im Jahr 1979 herauskamen, wurde das Lied Gary Gilmore’s Eyes hinzugefügt. Die Neuauflagen im Jahr 1981 von Label Butt, 1988 von Bright Records und 1990 von Link Records enthielten die Single-Version und nicht, die für das Album ursprünglich vorgesehene, von John Leckie produzierte Aufnahme. Teilweise wurde Gary Gilmore’s Eyes ans Ende der Titelliste gesetzt, sehr zum Missfallen von T. V. Smith, der Great British Mistake als Schlusstitel des Albums konzipiert hatte.

CD in Schallplattenoptik 2007 (wurde sowohl in schwarz, als auch in rot veröffentlicht)
TV Smith & The Bored Teenagers Perform Crossing the Red Sea with The Adverts

Im Jahr 1997 erschien Smiths selbst überarbeitete Auflage des Albums beim Independent-Label Essential mit der Version von Gary Gilmore’s Eyes aus den Abbey Road Studios zwischen den Titeln Newboys und Bombsite Boy und dem Lied New Day Dawning, eingefügt vor Drowning Men. Diese Titelliste wurde auch 2002 in einer weiteren Neuauflage des Albums beibehalten, die bei The Devils Own Jukebox erschien. Die Auflage enthält zusätzlich eine überarbeitete Aufnahme eines Konzerts von The Adverts vom 12. Februar 1978 im Londoner Roundhouse. Den Mitschnitt hatte John Towe veranlasst, der in der Woche zuvor den Platz am Schlagzeug eingenommen hatte. Towe wollte sein Spiel auf Fehler untersuchen und ließ daher den Auftritt vom Tontechniker aufnehmen. Als Vorband spielte Sham 69 und The Adverts mussten sich gegen ein Publikum von Hardcore-Skinheads durchsetzen. Diese Version des Albums erschien erneut im September 2011 als CD und Doppelschallplatte bei Fire Records. 2008 wurde Crossing the Red Sea with The Adverts in Japan von Air Mail Recordings veröffentlicht, wobei Gary Gilmore’s Eyes und New Day Dawning ans Ende gesetzt wurden.
Die Adverts lösten sich 1979 auf, dennoch gehören ihre Lieder bis heute zum Programm der Konzerte von T. V. Smith, der seit den 1990er Jahren als Solist oder gelegentlich mit befreundeten Musikern unterwegs ist. Dazu gehört auch die spanische Band Suzy & Los Quattro. Für ein Jubiläumskonzert am 5. April 2007 im ausverkauften Londoner 100 Club benannten sich drei der Bandmitglieder in The Bored Teenagers um und begleiteten T. V. Smith an seinem 51. Geburtstag auf der Bühne. Die Show mit dem Titel TV Smith & The Bored Teenagers Perform Crossing the Red Sea with The Adverts, bei der die Setliste der Reihenfolge der Stücke auf dem Album bei Erstveröffentlichung entsprach, wurde aufgezeichnet und erschien 2007 als CD bei Boss Tuneage und als DVD bei WDF Productions. Der Zugabenteil beinhaltet unter anderem New Day Dawning und Gary Gilmore’s Eyes.

## Musik
Die Kompositionen, die alle von T. V. Smith stammen, sind auf einfachen Akkordfolgen aufgebaut, mit Betonung auf Schlagzeug und Bass. Der Rhythmus ist schnell und treibend. Die Musikstücke folgen dem klassischen Schema: Intro, Strophe, Refrain, Strophe, Refrain und Coda. Der oft hymnische Refrain wird melodisch von allen Bandmitgliedern gemeinsam gesungen. Der Basslauf ist in den meisten Liedern melodisch, gibt jedoch im Intro von Bombsite Boy durch die rhythmische Wiederholung eines monotonen Grundtons und durch Zusatz einzelner verzerrter Klänge der Gitarre die Stimmung des Liedes vor. Im Vordergrund aller Musiktitel des Albums steht die Aussage der Texte, die Frontman Smith weniger singt als sprachlich skandiert.
Die an der Aufnahme des Albums beteiligten Musiker waren alle Autodidakten an ihren Instrumenten. Gaye Advert, die den Bass übernahm, hatte vor Gründung der Band im Dezember 1976 nie ein Instrument gespielt. T. V. Smith schrieb seit seiner Schulzeit Songs für die Gitarre, sah sich jedoch außer Stande, auf der Bühne gleichzeitig zu singen und ein Instrument zu bedienen. Den Gitarristen Howard Pickup hatten T. V. Smith und Gaye Advert über ein Inserat gefunden. Pickup spielte seit seinem zehnten Lebensjahr Gitarre und war zuvor mit verschiedenen Folk-Bands aufgetreten. Er beherrschte das Instrument, passte sich jedoch den Fähigkeiten seiner Bandkollegen an. Schlagzeuger Laurie Driver war Neuling auf seinem Instrument.

## Texte und Titelliste
Sämtliche Texte des Albums schrieb T. V. Smith. Sie sind alle aus der Perspektive des Erzählers heraus verfasst und enthalten, trotz zahlreicher geflügelter Worte, eindeutige gesellschaftskritische Statements, die hauptsächlich Smiths Generation betreffen.
Zunächst stellt sich die Band im Eingangslied One Chord Wonders (deutsch etwa: „Ein-Akkord-Wunder“) vor und steigert damit ein Motto der Punkbewegung, wie es im Dezember 1976 vom englischen Fanzine Sideburns proklamiert wurde: “This is a chord, this is another, this is a third. Now form a band.” (deutsch: „Dies ist ein Akkord. Dies ist noch einer. Dies ist ein dritter. Jetzt gründet eine Band.“) The Adverts weisen sich selbst als Dilettanten aus, die enthusiastisch ihr Ziel verfolgen und die vermeintliche Reaktion des Publikums “We don’t like you – go away, come back when you’ve learnt to play” (deutsch: „Wir mögen euch nicht – verschwindet, kommt wieder, wenn ihr gelernt habt zu spielen“) selbstbewusst mit “We don’t give a damn.” (deutsch: „Das ist uns, verdammt nochmal, egal.“) beantworten. In ähnlicher Art kündigten sich The Damned und The Adverts auf Plakaten zur gemeinsamen Tour 1977 an: “The Damned can play three chords. The Adverts can play one. Hear all four of them at …” (deutsch: „The Damned können drei Akkorde greifen, The Adverts nur einen, hört sie euch alle vier an im …“)
Mit dem zweiten Lied in der Titelliste, Bored Teenagers, wird das zentrale Thema des Albums eingeleitet, das sich in Newboys, Bombsite Boy, No Time to Be 21 und schließlich in Great British Mistake fortsetzt. In Bored Teenagers („gelangweilte Teenager“) geht es um Jugendliche, die sich nicht weiterentwickeln können, weil sie ihren Intellekt nicht entfalten dürfen, vom Staat nicht gefördert werden und somit keine Perspektive haben, sich zu mündigen Menschen zu entwickeln. Auf die Entwicklung zu einer erwachsenen oder volljährigen Person bezieht sich auch der Titel No Time to Be 21 („Keine Zeit, um 21 zu sein“).
Der Bombsite Boy („Junge aus dem ausgebombten Stadtviertel“) ist damit zufrieden am Rande der Gesellschaft zu leben. Er braucht seine Seele nicht zu verkaufen und braucht nicht zu tun, was andere ihm vorschreiben. Er kann aus dem Abseits das Alltagsleben der gesellschaftlich Etablierten betrachten, ohne mit der Gewalt, der Angst und dem Chaos umgehen zu müssen, die ein besseres Leben mit sich bringen würden. Smith drückt sich im Text wie folgt aus:
There’s a killer in your subway

An anarchist on your street

There’s a breakdown on your T. V.

You can’t find no relief

In fact no feelings at all

Your war is totally internal

At least I’m sure that mine is on the outside.
Ein Killer in eurer U-Bahn

Ein Anarchist in eurer Straße

Ein Störfall in eurem Fernseher

Ihr könnt keine Erleichterung finden

Eigentlich gar keine Gefühle

Euer Krieg ist völlig intern

Wenigstens bin ich sicher, dass meiner außerhalb stattfindet.
In New Church („Neue Kirche“) setzt sich Smith mit dem kollektiven Glaubensbekenntnis der christlichen Kirchen auseinander. Er übernimmt die biblische Sprache in seine Lyrik, kehrt deren Aussage jedoch ins Gegenteil um und schreibt, er folge dem Gott der Weisheit und nicht dem der Liebe. Vertrauen und Demut hätten sich in etwas Übles verwandelt. Er folge nur dem Weg, den ihm seine Gefühle zeigen, und glaube nur an die Kraft, die von ihm selbst ausgeht:
So long – goodbye to the blind

and the weaklings

Be strong – I’ll do what I want

I’ll follow my feelings

I’ll go where they lead me.
Bis dann – verabschiedet euch von den Blinden

und den Schwächlingen.

Seid stark – Ich mache, was ich will

Ich folge meinen Gefühlen

und gehe dorthin wohin sie mich führen.
Ähnlich verfährt Smith auch im Text zu Newboys („Neue Jungs“), in dem er Floskeln aus Liedtexten der Beatles und von Elvis Presley hinterfragt. Er schreibt: “I think I love you, you love me too? Is it really true? You can’t want me. You can’t need me. You can’t love me, see.” (deutsch: „Ich denke, ich liebe dich, liebst du mich auch? Ist das wirklich wahr? Du kannst mich nicht wollen. Du kannst mich nicht lieben, sieh das ein.“) Die „Neuen Jungs“ verschließen sich vor solch oberflächlicher Konversation und wollen in ihrem Intellekt ernstgenommen werden.
In Safety in Numbers („Sicherheit durch die Menge“) wirft Smith die rhetorische Frage auf, ob Punk oder New Wave wirklich die Welt verändern könne, oder ob es sich nur um eine weitere Modeerscheinung handle, weil zu viele auf den Zug aufspringen und jeder dasselbe mache.
Im Lied On Wheels („Auf Rädern“) stellt sich Smith das Leben im Rollstuhl vor, und On the Roof („Auf dem Dach“) ist ein ruhiger Ort, an dem er über den Sinn des Lebens nachdenkt, während er auf seine Freundin wartet.
Drowning Men („Ertrinkende“) ist eine Horrorvision; mutierte Freaks, deren Ehrgeiz verkümmert ist und die ihrer Zukunft beraubt wurden, steigen aus dem Untergrund hervor und verbreiten Angst und Schrecken.
Das letzte Lied des Albums, Great British Mistake (deutsch etwa: „Ein großer britischer Irrtum“), beinhaltet den No-Future-Gedanken der englischen Punk-Bewegung in den 1970er Jahren. Smith prophezeit dem Land eine düstere Zukunft, wenn es an seiner Politik festhält und keine Neuerungen zulässt. Die Textzeilen “They’ll see the books burn. They’ll be 451 …” (deutsch: „Sie werden Bücher brennen sehen. Sie werden ‚451‘ sein.“) beziehen sich auf den Zukunftsroman Fahrenheit 451 von Ray Bradbury. Die Handlung des Romans spielt in einer Welt, in der die Gesellschaft vom politischen System abhängig, anonym und unmündig gehalten wird und in der selbstständiges Denken verboten ist. Die exekutive Staatsmacht nennt sich „451“. 451 Grad Fahrenheit ist die Temperatur, bei der sich Papier selbst entzündet und Bücher brennen.

## Resonanz
Crossing the Red Sea with The Adverts wurde am 7. Februar 1978 von The Adverts, als erster Punk-Band in der Fernsehsendung The Old Grey Whistle Test des BBC 2, mit den Titeln Bored Teenagers, Drowning Men und Great British Mistake vorgestellt. Am Schlagzeug saß John Towe, der wenige Tage zuvor Laurie Driver abgelöst hatte. Moderatorin der Show war Annie Nightingale. Die englische Musikpresse im Jahr 1978 nahm die Band nicht ernst. Viele Journalisten beanstandeten, dass The Adverts keine guten Musiker seien, eine dogmatische Ansicht zur damaligen Zeit gegenüber Punkmusikern; die meisten Kritiker wünschten sich Bands wie Emerson, Lake and Palmer oder Cream zurück. Dennoch stieg das Album am 11. März 1978 in die Britischen Charts ein und belegte eine Woche lang Platz 38. Die vorab ausgekoppelte Single No Time to Be 21 stieg am 4. Februar 1978 in die UK-Charts ein, verweilte dort insgesamt vier Wochen und erreichte Platz 34.
Dave Thompson sieht in seiner Kritik für Allmusic das Album Crossing the Red Sea With The Adverts als Resultat der Live-Auftritte von einem Jahr der Band The Adverts, einen „Feinschliff eines Repertoires, das rotzig und erschütternd gewesen ist und häufig unterschätzt wurde, obwohl es vor Hits strotzt, sowohl kommerziell als auch kulturell; eines der besten Alben nicht nur der Punk-Ära, sondern der 1970er Jahre als Ganzes“.
Fast ’n’ Bulbous (USA) listet das Album unter den „besten 500 Alben“ seit 1965 auf Platz 256. Der Guardian zählte es im Jahr 2007 zu den „1000 Alben, die du hören musst, bevor du stirbst“. Die britische Musikzeitschrift Mojo setzte das Album im Winter 2001 in der Aufstellung Mojo 1000 – The Ultimate CD Buyers Guide auf den siebten Platz im Bereich Rock. Der Musikexpress zählt Crossing the Red Sea with The Adverts in seiner Ausgabe zu „40 Jahre Punk“ im November 2017 zu den „besten 50 Punk (Rock)-Alben von damals bis heute“. „Wenn Punk bedeutete, nicht spielen zu können, aber die Welt erobern zu wollen, war das Quartett um T. V. Smith das Paradebeispiel“, heißt es in der Begründung.
In der Rezension des Musikjournals Trouser Press heißt es, Crossing the Red Sea with The Adverts sei „auf seine eigene Weise ebenbürtig mit dem Debütalbum von The Clash und mit Never Mind the Bollocks, Here’s the Sex Pistols, dem ersten Album der Sex Pistols“; Crossing the Red Sea with The Adverts sei eine „ungestüme Aussage“, die eine „aufregende Zeit erfassen“ würde. Steve Tayler hebt in seinem Sachbuch A to X of Alternative Music T. V. Smiths Texte hervor, die er für „objektiver“ hält „als jene persönlichen Angriffe, die mit den Ergüssen von Johnny Rotten, Joe Strummer oder gar Paul Weller einhergingen“. Smith sei engagiert gewesen, die Jugendlichen in einer Art Reportage über „die Kraft der neuen Musik und der neuen Kultur in der Stadt“ zu informieren. In Liedern wie One Chord Wonders, Bored Teenagers und New Day Dawning habe er den „Optimismus und die Aufbruchstimmung in der Punkbewegung“ eingefangen.
Wolfgang Doebeling betrachtet Crossing the Red Sea with The Adverts als „eines der Alben, die sträflich übergangen werden, wenn es um die Kanonisierung von Back-Katalogen geht“ im Artikel des Rolling Stone in der Ausgabe vom Februar 2011 mit dem Titel Verkannte Meisterwerke. Er spricht One Chord Wonders zu, dass es „fraglos gute Chancen hätte bei einer Wahl zum ultimativen Punk-Song“. The Adverts seien „Punks mit Leib und Seele gewesen“, sie hätten „ihre Instrumente nach der Dilettanten-Devise learning by doing, attackiert“ und sie hätten „Prätention und Pomp gehasst und es laut, rasant und prägnant geliebt“.
Hingegen war Al Spicer, 2007–2009 auch Rezensent der BBC, in seinem Beitrag zu Rock – The Rough Guide 1996 nicht recht begeistert: „Auf dieser [LP] standen die Singles im Vordergrund, dazu gab es ziemlich laue Aufnahmen vom Rest ihres [Live-]Sets – und während sie auf der Bühne intensiv, faszinierend und voller Leben waren, konnten sie auf der Schallplatte so langweilig und schlaff wie TV Smiths Frisur sein.“